# شهرستان نووی ییچین
ناحیهٔ نووی ییتشین (به لاتین: Nový Jičín District) یک ناحیه در جمهوری چک است که در منطقه موراوی-سیلزی واقع شده‌است. ناحیهٔ نووی ییتشین ۸۸۱٫۵۹ کیلومتر مربع مساحت و ۱۵۱٬۸۳۵ نفر جمعیت دارد.